# هاکربرگ
هاکربرگ (به آلمانی: Hackerberg) یک منطقهٔ مسکونی در اتریش است که در ناحیه گوسینگ واقع شده‌است. هاکربرگ ۳۶۷ نفر جمعیت دارد.